# 小田急クヤ31形電車
小田急クヤ31形電車（おだきゅうクヤ31がたでんしゃ）は、2004年（平成16年）から小田急電鉄（小田急）が運用している、軌道や架線の検測を行う車両（総合検測車）。公募で "TECHNO-INSPECTOR"（テクノインスペクター）という愛称が設定されている。

## 概要
老朽化した軌道検測車の置き換えおよび検測作業の効率化を目的として、当時増備されていた通勤車の3000形をベースに開発された。
小田急では、軌道保守を工務部という部門が担当しており、1973年以降はマティサ社製PV-6形という軌道検測車を導入していた。しかし、このPV-6形は機械扱いであったために列車が運行している時間帯には使用できず、使用可能な時間帯が終電後に限られていたうえ、検測するための速度も25km/hに過ぎず、全線の検測を行うためには7日間を要していた。一方、架線の点検については電気部という部門が担当していたが、これも実施できるのは終電後の時間帯に限られていたうえ、全て人力による検査であった。
その後PV-6形の老朽化が進み、代替車両を導入することになったが、この際に両部門の行っている検査を日中に行うことが可能で、しかも通常の列車と同じ扱いで運用できるような車両を製造することになり、登場したのが本形式である。

## 車両概説

### 車体
全長20m級の制御車で、3000形の小田原方先頭車をベースとしたオールステンレス車両で、車体の基本的な寸法も3000形と同一。
2003年11月7日に竣工した。当時は何も装飾が施されていなかったが、公募により "TECHNO-INSPECTOR"（テクノインスペクター）という愛称が設定され、2004年4月の運用開始までにロイヤルブルーの帯と愛称のロゴマークが貼付された。
前面も3000形と同一だが、側面については両開き扉を1箇所・側面窓を2箇所配置した。乗務員室の扉は設けず、小窓のみ設置した。前面・側面とも、3000形でLED種別・行先表示器が設置されている場所は「検測」の固定表示としている。
床面高さは、レール面から1,150mmであるが、後述するレーザー基準装置を床上に搭載し、その上に検測室の床を設けたため、検測室の床高さはレール面から1,400mmと250mm高い位置になっている。新宿方の妻面には貫通扉を設け、扉の両側に手すりを設けた。

### 内装
小田原方の車内は測定室として、各種測定機器が搭載され、測定台とデータ処理装置が設置されているほか、どの場所からでもパソコンを接続できるよう10箇所にコンセントが設けられている。
新宿方の車内は中央に通路を配した機器室となっている。

### 主要機器

#### 運行用の機器
制動装置（ブレーキ）は3000形と同様の全電気指令式電磁直通制動（MBSA-R）で、当初の牽引車となる1000形が電磁直通ブレーキ（空気指令方式）の制動装置を搭載していたため、ブレーキ読替装置を搭載した。基礎制動装置はユニットブレーキを採用した。

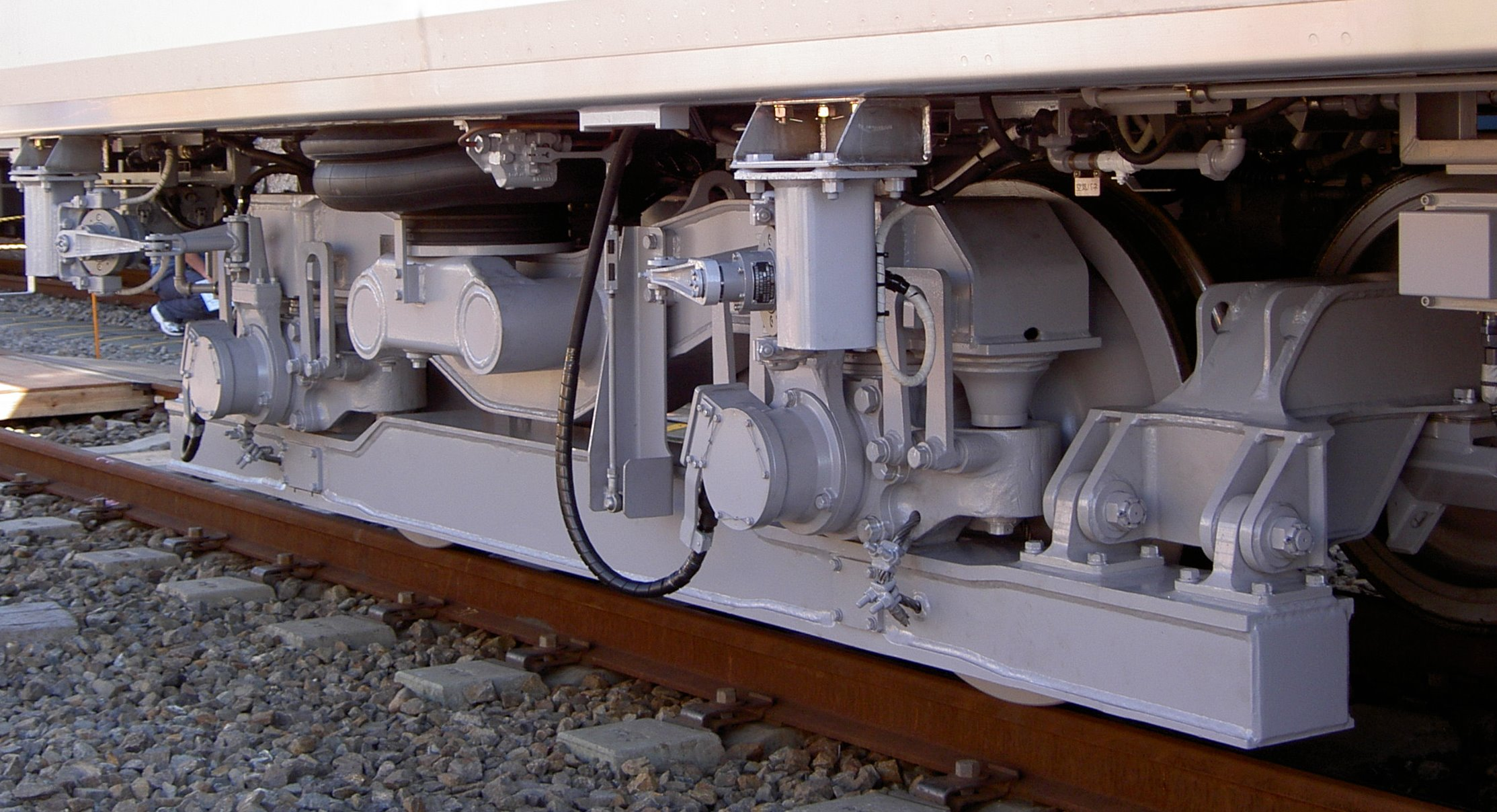
台車 TS-1028

台車は東急車輛製造製の円筒積層ゴム式軸箱支持のボルスタレス式コイルばね台車であるTS-1028形で、固定軸距は2,100mm・車輪径860mmで、軌道検測用の光センサー取り付けのための測定枠を設けている。また、正確な検測を図るため全車軸に空転滑走防止装置を設けた。
連結器は回り子式密着連結器を使用しているが、新宿方の連結器には96芯電気連結器を装備した。冷房装置については、10,500kcal/hの能力を有するCU-195B型集約分散式冷房装置を2台搭載した。
乗務員室は小田原方にのみ設けられている。運転台は3000形を基本としているが、モニタ装置は搭載しておらず、代わりにブレーキ管と直通管の圧力計が配置されている。また、車掌スイッチも設置されていない。
補助電源装置は搭載しておらず、牽引車となる8000形から三相交流200Vの供給を受け、これを三相交流200V・単相交流100V・直流100Vに変換する三相変圧器を搭載する。

#### 測定用の機器
検測室の床下にはレーザー基準装置が設けられた。これはレーザー発信機と受光器3台で構成される。受光器の情報によって車体のたわみを測定し、検測走行で取得したデータに反映するための装置。

##### 軌道検測
軌道検測用の機器として、床下に高低用変換器・通り用変換器・光式レール変位検出器を設置、これとレーザー基準装置・ファイバジャイロ装置を組み合わせて、以下の項目を測定する。
- 高低狂い：高低用変換器とレーザー基準装置を使用して、レール上面の長手方向の起伏を測定する[10]。
- 通り狂い：通り用変換器・光式レール変位検出器・レーザー基準装置を使用して、レール側面の長手方向の起伏を測定する[10]。
- 水準狂い：高低用変換器とファイバジャイロ装置を使用して、左右のレールの高さの差を測定する[10]。
- 軌道狂い：光式レール変位検出器を使用して、左右のレールの間隔を測定する[10]。
- 平面性狂い：高低用変換器とファイバジャイロ装置を使用して、軌道の一定間隔における平面性を測定する[10]。

このほか、動揺加速度検出器を使用して、列車の動揺についても測定を行う。

##### 架線検測
架線（トロリ線）検測用の機器として、トロリ線磨耗変位測定装置とトロリ線高低差検出器を設けた。磨耗変位測定装置ではレーザー光を垂直に照らし、トロリ線の摺面からの反射光を光電変換して測定する。高低差検出器では、トロリ線に半導体レーザー光線を照射して高低差を測定する。
このほか、測定用のパンタグラフとしてPT9002-A形パンタグラフを新宿方の屋根上に設置した。パンタグラフにはわたり検出器・支障物検出器・硬点検出器を装備し、監視用カメラと投光器を設置した。このパンタグラフでは、主軸の回転角度を基にしてトロリ線の高さを、支障物はマイクロスイッチを使用した支障物検出器により、上下方向の加速度計を用いた硬点検出器で架線の硬点を、架線電圧から離線を測定する。

##### 検測データ処理等
測定の位置情報は、車軸に設けた速度発電機（距離パルス発生器）、屋根上に設けた電柱位置検出装置と、データデポ地上子のデータで補正することで正確な位置情報を保つことを図った。位置情報の誤差は2m以内に抑えている。
測定室では3台のモニタ画面を設け、走行状態・パンタグラフ状態・波形の検測データを表示するほか、トロリ線摺面とパンタグラフ動作状態はデジタルビデオに収録される。また、測定されたデータは光磁気ディスクに記録され、地上の処理装置を使用したうえで、パソコンによって編集や検査判定を行っている。

## 運用
| 登場当初は装飾が施されていなかった |  | クヤ31形を牽引する1000形1051×4（2015年2月15日 読売ランド前駅 - 生田駅）  |
| 登場当初は装飾が施されていなかった |  | クヤ31形を牽引する1000形1051×4 （2015年2月15日 読売ランド前駅 - 生田駅） |

運用する際には、牽引車として1000形のうち1051×4・1751×6・1752×6の3編成が指定され、当該編成に対してはクヤ31形への電源供給を可能とするべく改造が行われた。
全線を2日で検測を行い、2010年時点では月に2回程度の運行を行っていた。2021年時点では毎月中旬の土日の2日で全線を運行している。

2021年10月以降は牽引する1000形が3編成とも廃車されたため、8000形8065×4と8066×4が牽引することになった。なお、いずれの編成も牽引に使われた1000形と同様、小田原寄りの7号車のスカート（排障器）に牽引に対応するための穴が空いている。

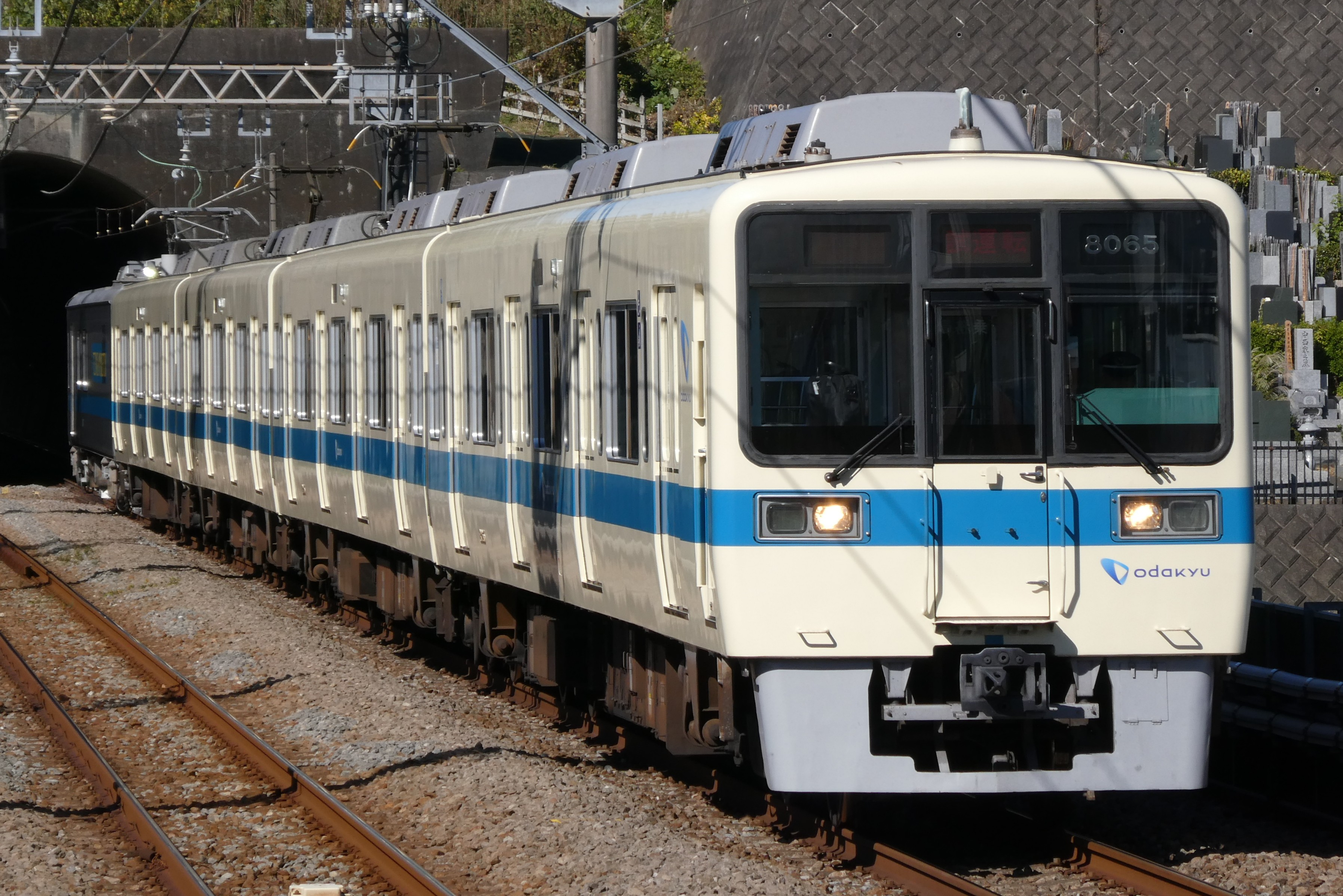
クヤ31を牽引する8000形

2024年度に新造される5000形2編成のうち1編成には線路や架線などのモニタリングを行う装置が搭載される。このモニタリング装置はクヤ31形と同等以上の機能があり、小田急電鉄は移行期間を設けたうえでクヤ31形の処遇を今後検討する。

## 編成表
凡例Tc …制御車、PT…集電装置
|          | ← 小田原新宿 → |
| 形式     | クヤ31         |
| 区分     | Tc2            |
| 車両番号 | 31             |
| 搭載機器 | PT             |
| 自重     | 35.7t          |
| 定員     | 5              |

| ← 小田原新宿 →           |
| 8000                     |
|                          |
| 8065×4                   |
| 8066×4                   |
| 上記編成のいずれかを連結 |